# Re:奏-EP
『re:奏-EP』（りそうイーピー）は、ammoの1作目の配信限定EPである。2024年1月17日にトイズファクトリーから発売された。

## 概要
前作『我々の諸々』以来約2年ぶりとなり、本作がammoのメジャーデビュー作品となった。
本作と同時にCD盤で『re:想-EP』がリリースされており、そちらがCD盤のみでの発売で収録曲全てが新曲で構成されているのに対し、本作は、インディーズ時代の楽曲から代表曲を再録した音源を中心に構成されており、どちらの作品にも共通の新曲「何℃でも」が収録されている。

## 収録内容
| 全作詞・作曲: 岡本優星、全編曲: ammo。 |                                             |          |            |      |
| #                                      | タイトル                                    | 作詞     | 作曲・編曲 | 時間 |
| 1.                                     | 「何℃でも」                                 | 岡本優星 | 岡本優星   | 3:57 |
| 2.                                     | 「フロントライン」(初出:『寝た振りの君へ』) | 岡本優星 | 岡本優星   | 3:24 |
| 3.                                     | 「CAUTION」(初出:『灰汁とAct EP』)          | 岡本優星 | 岡本優星   | 4:08 |
| 4.                                     | 「寝た振りの君へ」(初出:『寝た振りの君へ』) | 岡本優星 | 岡本優星   | 4:10 |
| 5.                                     | 「これっきり」(初出:『会うのは別れの始め』) | 岡本優星 | 岡本優星   | 2:49 |
| 合計時間:                              | 合計時間:                                   | 18:28    |            |      |